# Seznam dílů britského seriálu Doktor Martin
Toto je seznam dílů seriálu Doktor Martin. Britský televizní dramedický seriál Doktor Martin vysílala televize ITV od roku 2004. Jednotlivé řady po sobě následovaly obvykle s dvouletou periodou. Třetí řada vyšla v USA na DVD s alternativním pojmenováním epizod. V prvním pololetí 2009 odvysílala Česká televize první tři řady seriálu včetně vánočního speciálu rozděleného do dvou dílů.
Na jaře 2014 začala Česká televize v koprodukci se slovenskou RTVS a PubRes natáčet vlastní stejnojmenný seriál s Miroslavem Donutilem v titulní roli, který je inspirován původní britskou předlohou.

## Přehled řad
| Řada            | Díly            | Premiéra ve VB     | Premiéra ve VB     | Premiéra v ČR  | Premiéra v ČR   |
| Řada            | Díly            | První díl          | Poslední díl       | První díl      | Poslední díl    |
| --------------- | --------------- | ------------------ | ------------------ | -------------- | --------------- |
| 1               | 6               | 2. září 2004       | 7. října 2004      | 10. ledna 2009 | 14. února 2009  |
| 2               | 8               | 10. listopadu 2005 | 5. ledna 2006      | 21. února 2009 | 11. dubna 2009  |
| Vánoční speciál | Vánoční speciál | 25. prosince 2006  | 25. prosince 2006  | 18. dubna 2009 | 25. dubna 2009  |
| 3               | 7               | 24. září 2007      | 5. listopadu 2007  | 2. května 2009 | 13. června 2009 |
| 4               | 8               | 20. září 2009      | 8. listopadu 2009  | 3. dubna 2018  | 26. dubna 2018  |
| 5               | 8               | 12. září 2011      | 31. října 2011     | 3. května 2018 | 31. května 2018 |
| 6               | 8               | 2. září 2013       | 21. října 2013     | 5. června 2018 | 28. června 2018 |
| 7               | 8               | 7. září 2015       | 2. listopadu 2015  | 8. ledna 2019  | 5. února 2019   |
| 8               | 8               | 20. září 2017      | 8. listopadu 2017  | 7. února 2019  | 5. března 2019  |
| 9               | 8               | 25. září 2019      | 13. listopadu 2019 | bude oznámeno  | bude oznámeno   |
| 10              | 9               | 7. září 2022       | 25. prosince 2022  | bude oznámeno  | bude oznámeno   |

## Seznam dílů

### První řada (2004)
| Č. v seriálu | Č. v řadě | Původní název                        | Český název            | Režie    | Scénář                        | Premiéra ve VB | Premiéra v ČR  | Sledovanost ve VB (v mil.) |
| ------------ | --------- | ------------------------------------ | ---------------------- | -------- | ----------------------------- | -------------- | -------------- | -------------------------- |
| 1            | 1         | Going Bodmin                         | Kdo je Bodmin?         | Ben Bolt | Dominic Minghella             | 2. září 2004   | 10. ledna 2009 | 9,93                       |
| 2            | 2         | Gentlemen Prefer                     | Gentlemani             | Ben Bolt | Dominic Minghella             | 9. září 2004   | 17. ledna 2009 | 8,98                       |
| 3            | 3         | Sh*t Happens                         | Voda za všechny peníze | Ben Bolt | Dominic Minghella             | 16. září 2004  | 24. ledna 2009 | 8,91                       |
| 4            | 4         | The Portwenn Effect                  | Malá velká veverka     | Ben Bolt | Dominic Minghella             | 23. září 2004  | 31. ledna 2009 | 9,31                       |
| 5            | 5         | Of All the Harbours in All the Towns | Bolavé srdce           | Ben Bolt | Kirstie Falkous a John Regier | 30. září 2004  | 7. února 2009  | 9,45                       |
| 6            | 6         | Haemophobia                          | Zlá krev               | Ben Bolt | Dominic Minghella             | 7. října 2004  | 14. února 2009 | 9,31                       |

### Druhá řada (2005–2006)
| Č. v seriálu | Č. v řadě | Původní název     | Český název      | Režie        | Scénář                              | Premiéra ve VB     | Premiéra v ČR   | Sledovanost ve VB (v mil.) |
| ------------ | --------- | ----------------- | ---------------- | ------------ | ----------------------------------- | ------------------ | --------------- | -------------------------- |
| 7            | 1         | Old Dogs          | Vrtošivé stáří   | Ben Bolt     | Dominic Minghella a Edana Minghella | 10. listopadu 2005 | 21. února 2009  | 8,86                       |
| 8            | 2         | In Loco           | Puchýř           | Ben Bolt     | Richard Stoneman                    | 17. listopadu 2005 | 28. února 2009  | 8,19                       |
| 9            | 3         | Blood is Thicker  | Krev není voda   | Ben Bolt     | Jack Lothian                        | 24. listopadu 2005 | 7. března 2009  | 9,26                       |
| 10           | 4         | Aromatherapy      | Aromaterapie     | Ben Bolt     | Dominic Minghella a Edana Minghella | 1. prosince 2005   | 14. března 2009 | 8,99                       |
| 11           | 5         | Always on My Mind | Nepokojná mysl   | Ben Bolt     | Richard Stoneman                    | 8. prosince 2005   | 21. března 2009 | 8,56                       |
| 12           | 6         | The Family Way    | Rodičovská láska | Ben Bolt     | Dominic Minghella a Edana Minghella | 15. prosince 2005  | 28. března 2009 | 8,83                       |
| 13           | 7         | Out of the Woods  | Cesta z lesa     | Minkie Spiro | Jack Lothian                        | 22. prosince 2005  | 4. dubna 2009   | 8,11                       |
| 14           | 8         | Erotomania        | Šalebná láska    | Minkie Spiro | Dominic Minghella a Edana Minghella | 5. ledna 2006      | 11. dubna 2009  | 8,60                       |

### Vánoční speciál (2006)
| Č. v seriálu | Původní název | Český název                           | Režie    | Scénář       | Premiéra ve VB    | Premiéra v ČR                                     | Sledovanost ve VB (v mil.) |
| --- | ------------- | ------------------------------------- | -------- | ------------ | ----------------- | ------------------------------------------------- | -------------------------- |
| 15 | On the Edge   | Návrat ztraceného otce (1. a 2. část) | Ben Bolt | Jack Lothian | 25. prosince 2006 | 18. dubna 2009 (1. část) 25. dubna 2009 (2. část) | 5,88                       |
| Původně jednolitý speciální díl ve formě televizního filmu odvysílala Česká televize rozdělený na dvě části jako běžné díly seriálu. Proto bylo i číslování následujících dílů posunuté. |               |                                       |          |              |                   |                                                   |                            |

### Třetí řada (2007)
| Č. v seriálu | Č. v řadě | Původní název (VB/USA)                                         | Český název                  | Režie    | Scénář           | Premiéra ve VB    | Premiéra v ČR   | Sledovanost ve VB (v mil.) |
| ------------ | --------- | -------------------------------------------------------------- | ---------------------------- | -------- | ---------------- | ----------------- | --------------- | -------------------------- |
| 16           | 1         | The Apple Doesn't Fall (VB) Tick Tock (USA)                    | Tik tak                      | Ben Bolt | Richard Stoneman | 24. září 2007     | 2. května 2009  | 8,10                       |
| 17           | 2         | Movement (VB) The Morning After (USA)                          | Příští ráno                  | Ben Bolt | Nick Vivian      | 1. října 2007     | 9. května 2009  | 8,58                       |
| 18           | 3         | City Slickers (VB) Love Thy Neighbour (USA)                    | Miluj bližního svého         | Ben Bolt | Richard Stoneman | 8. října 2007     | 16. května 2009 | 8,84                       |
| 19           | 4         | The Admirer (VB) The GP Always Rings Twice (USA)               | Doktor vždycky zvoní dvakrát | Ben Bolt | Jack Lothian     | 15. října 2007    | 23. května 2009 | 8,81                       |
| 20           | 5         | The Holly Bears a Prickle (VB) Breaking Up is Hard to Do (USA) | Rozejít se je těžké          | Ben Bolt | Ben Bolt         | 22. října 2007    | 30. května 2009 | 9,21                       |
| 21           | 6         | Nowt So Queer (VB) The Two of Us (USA)                         | Jen my dvě                   | Ben Bolt | Keith Temple     | 29. října 2007    | 6. června 2009  | 9,92                       |
| 22           | 7         | Happily Ever After (VB) In Sickness and in Health (USA)        | V nemoci i ve zdraví         | Ben Bolt | Jack Lothian     | 5. listopadu 2007 | 13. června 2009 | 10,37                      |

### Čtvrtá řada (2009)
| Č. v seriálu | Č. v řadě | Původní název            | Český název                  | Režie        | Scénář           | Premiéra ve VB    | Premiéra v ČR  | Sledovanost ve VB (v mil.) |
| ------------ | --------- | ------------------------ | ---------------------------- | ------------ | ---------------- | ----------------- | -------------- | -------------------------- |
| 23           | 1         | Better the Devil         | Snáze čelit zlu, které známe | Ben Bolt     | Jack Lothian     | 20. září 2009     | 3. dubna 2018  | 8,30                       |
| 24           | 2         | Uneasy Lies the Head     | Neklidně spočívá hlava       | Ben Bolt     | Ben Bolt         | 27. září 2009     | 5. dubna 2018  | 8,03                       |
| 25           | 3         | Perish Together as Fools | Zahyneme jako blázni         | Ben Bolt     | Richard Stoneman | 4. října 2009     | 10. dubna 2018 | 8,71                       |
| 26           | 4         | Driving Mr. McLynn       | Řidička pana McLynna         | Minkie Spiro | Richard Stoneman | 11. října 2009    | 12. dubna 2018 | 9,21                       |
| 27           | 5         | The Departed             | Zesnulý                      | Minkie Spiro | Jack Lothian     | 18. října 2009    | 17. dubna 2018 | 9,49                       |
| 28           | 6         | Midwife Crisis           | Porodní krize                | Ben Bolt     | Ben Bolt         | 25. října 2009    | 19. dubna 2018 | 9,23                       |
| 29           | 7         | Do Not Disturb           | Nerušit                      | Ben Bolt     | Richard Stoneman | 1. listopadu 2009 | 24. dubna 2018 | 9,95                       |
| 30           | 8         | The Wrong Goodbye        | Špatné loučení               | Ben Bolt     | Jack Lothian     | 8. listopadu 2009 | 26. dubna 2018 | 10,29                      |

### Pátá řada (2011)
| Č. v seriálu | Č. v řadě | Původní název        | Český název        | Režie     | Scénář                         | Premiéra ve VB | Premiéra v ČR   | Sledovanost ve VB (v mil.) |
| ------------ | --------- | -------------------- | ------------------ | --------- | ------------------------------ | -------------- | --------------- | -------------------------- |
| 31           | 1         | Preserve the Romance | Romance trvá       | Ben Bolt  | Ben Bolt                       | 12. září 2011  | 3. května 2018  | 10,24                      |
| 32           | 2         | Dry Your Tears       | Osuš si slzy       | Ben Bolt  | Richard Stoneman               | 19. září 2011  | 10. května 2018 | 10,66                      |
| 33           | 3         | Born with a Shotgun  | Rozený střelec     | Ben Bolt  | Jack Lothian                   | 26. září 2011  | 15. května 2018 | 10,37                      |
| 34           | 4         | Mother Knows Best    | Matka to ví nejlíp | Ben Bolt  | Chris Hurford, Tom Butterworth | 3. října 2011  | 17. května 2018 | 10,43                      |
| 35           | 5         | Remember Me          | Vzpomeň si na mě   | Paul Seed | Jack Lothian                   | 10. října 2011 | 22. května 2018 | 10,65                      |
| 36           | 6         | Don't Let Go         | Nenech mě odejít   | Ben Bolt  | Chris Hurford, Tom Butterworth | 17. října 2011 | 24. května 2018 | 10,87                      |
| 37           | 7         | Cats & Sharks        | Kočky a žraloci    | Paul Seed | Richard Stoneman               | 24. října 2011 | 29. května 2018 | 10,92                      |
| 38           | 8         | Ever After           | Až do smrti        | Ben Bolt  | Jack Lothian                   | 31. října 2011 | 31. května 2018 | 10,65                      |

### Šestá řada (2013)
| Č. v seriálu | Č. v řadě | Původní název                  | Český název                  | Režie      | Scénář           | Premiéra ve VB | Premiéra v ČR   | Sledovanost ve VB (v mil.) |
| ------------ | --------- | ------------------------------ | ---------------------------- | ---------- | ---------------- | -------------- | --------------- | -------------------------- |
| 39           | 1         | Sickness and Health            | Svatební noc                 | Nigel Cole | Jack Lothian     | 2. září 2013   | 5. června 2018  | 9,51                       |
| 40           | 2         | Guess Who's Coming to Dinner?  | Hádej, kdo přijde na večeři? | Nigel Cole | Ben Bolt         | 9. září 2013   | 7. června 2018  | 9,05                       |
| 41           | 3         | The Tameness of a Wolf         | Ochočený vlk                 | Nigel Cole | Richard Stoneman | 16. září 2013  | 12. června 2018 | 8,36                       |
| 42           | 4         | Nobody Likes Me                | Nikdo mě nemá rád            | Paul Seed  | Charlie Martin   | 23. září 2013  | 14. června 2018 | 8,89                       |
| 43           | 5         | The Practice Around the Corner | Lékárna na rohu              | Paul Seed  | Julian Unthank   | 7. září 2013   | 19. června 2018 | 9,17                       |
| 44           | 6         | Hazardous Exposure             | Škodlivé vlivy               | Paul Seed  | Charlie Martin   | 7. října 2013  | 21. června 2018 | 9,08                       |
| 45           | 7         | Listen with Mother             | Matčina péče                 | Nigel Cole | Richard Stoneman | 14. října 2013 | 26. června 2018 | 8,58                       |
| 46           | 8         | Departure                      | Odlet                        | Nigel Cole | Jack Lothian     | 21. října 2013 | 28. června 2018 | 9,07                       |

### Sedmá řada (2015)
| Č. v seriálu | Č. v řadě | Původní název                   | Český název                  | Režie          | Scénář                        | Premiéra v VB     | Premiéra v ČR  |
| ------------ | --------- | ------------------------------- | ---------------------------- | -------------- | ----------------------------- | ----------------- | -------------- |
| 47           | 1         | Rescue Me                       | Zachraň mě                   | Nigel Cole     | Jack Lothian                  | 7. září 2015      | 8. ledna 2019  |
| 48           | 2         | The Shock of the New            | Šok z nového                 | Nigel Cole     | Julian Unthank                | 14. září 2015     | 10. ledna 2019 |
| 49           | 3         | It's Good to Talk               | Je dobré mluvit              | Nigel Cole     | Charlie Martin a Jack Lothian | 21. září 2015     | 15. ledna 2019 |
| 50           | 4         | Education, Education, Education | Vzdělání, vzdělání, vzdělání | Charles Palmer | Richard Stoneman              | 28. září 2015     | 17. ledna 2019 |
| 51           | 5         | Control-Alt-Delete              | Control-Alt-Delete           | Charles Palmer | Julian Unthank                | 5. října 2015     | 22. ledna 2019 |
| 52           | 6         | Other People's Children         | Děti těch druhých            | Ben Gregor     | Julian Unthank                | 19. října 2015    | 24. ledna 2019 |
| 53           | 7         | Facta Non Verba                 | Činy, ne slova               | Ben Gregor     | Richard Stoneman              | 26. října 2015    | 29. ledna 2019 |
| 54           | 8         | The Doctor Is Out               | Doktor je pryč               | Ben Gregor     | Jack Lothian                  | 2. listopadu 2015 | 5. února 2019  |

### Osmá řada (2017)
| Č. v seriálu | Č. v řadě | Původní název            | Český název           | Režie       | Scénář            | Premiéra v VB     | Premiéra v ČR  |
| ------------ | --------- | ------------------------ | --------------------- | ----------- | ----------------- | ----------------- | -------------- |
| 55           | 1         | Mysterious Ways          | Nevyzpytatelné cesty  | Nigel Cole  | Jack Lothian      | 20. září 2017     | 7. února 2019  |
| 56           | 2         | Sons and Lovers          | Synové a milenci      | Nigel Cole  | Richard Stoneman  | 27. září 2017     | 12. února 2019 |
| 57           | 3         | Farewell, My Lovely      | Sbohem buď, lásko má  | Nigel Cole  | Julian Unthank    | 4. listopadu 2017 | 14. února 2019 |
| 58           | 4         | Faith                    | Víra                  | Stuart Orme | Colin Bateman     | 11. října 2017    | 19. února 2019 |
| 59           | 5         | From the Mouths of Babes | První zoubky          | Stuart Orme | Andrew Rattenbury | 18. října 2017    | 21. února 2019 |
| 60           | 6         | Accidental Hero          | Hrdina proti své vůli | Stuart Orme | Julian Unthank    | 25. října 2017    | 26. února 2019 |
| 61           | 7         | Blade on the Feather     | Veslařská píseň       | Nigel Cole  | Richard Stoneman  | 1. listopadu 2017 | 28. února 2019 |
| 62           | 8         | All My Trials            | Všechny moje strasti  | Nigel Cole  | Jack Lothian      | 8. listopadu 2017 | 5. března 2019 |

### Devátá řada (2019)
| Č. v seriálu | Č. v řadě | Původní název        | Český název        | Režie          | Scénář             | Premiéra v USA     | Premiéra v ČR |
| ------------ | --------- | -------------------- | ------------------ | -------------- | ------------------ | ------------------ | ------------- |
| 63           | 1         | To the Lighthouse    | Najít svůj maják   | Nigel Cole     | Jack Lothian       | 25. září 2019      | bude oznámeno |
| 64           | 2         | The Shock of the New | Šok z nového       | Nigel Cole     | Ash Ditta          | 2. října 2019      | bude oznámeno |
| 65           | 3         | S.W.A.L.K.           | Zpečetěno polibkem | Nigel Cole     | Julian Unthank     | 9. října 2019      | bude oznámeno |
| 66           | 4         | Paint It Black       | Čerstvě natřeno    | Charles Palmer | Andrew Rattenbury  | 16. října 2019     | bude oznámeno |
| 67           | 5         | Wild West Country    | Divoký venkov      | Charles Palmer | Alastair Galbraith | 23. října 2019     | bude oznámeno |
| 68           | 6         | Equilibrium          | Rovnováha          | Charles Palmer | Chris Reddy        | 30. října 2019     | bude oznámeno |
| 69           | 7         | Single White Bevy    | Dívčí problémy     | Nigel Cole     | Julian Unthank     | 6. listopadu 2019  | bude oznámeno |
| 70           | 8         | Series Finale        | Lékařská licence   | Nigel Cole     | Jack Lothian       | 13. listopadu 2019 | bude oznámeno |

### Desátá řada (2022)
| Č. v seriálu | Č. v řadě | Původní název                    | Český název            | Režie          | Scénář                         | Premiéra v USA    | Premiéra v ČR |
| ------------ | --------- | -------------------------------- | ---------------------- | -------------- | ------------------------------ | ----------------- | ------------- |
| 71           | 1         | I Will Survive                   | Já to přežiju          | Nigel Cole     | Jack Lothian                   | 7. září 2022      | bude oznámeno |
| 72           | 2         | One Night Only                   | Jen na jednu noc       | Philip John    | Andrew Rattenbury              | 14. září 2022     | bude oznámeno |
| 73           | 3         | How Long Has This Been Going On? | Jak dlouho už to trvá? | Kate Cheeseman | Kevin Cecil                    | 21. září 2022     | bude oznámeno |
| 74           | 4         | Everlasting Love                 | Věčná láska            | Philip John    | Julian Unthank                 | 28. září 2022     | bude oznámeno |
| 75           | 5         | Fly Me To The Moon               | Odnes mě na Měsíc      | Kate Cheeseman | Chris Reddy                    | 5. října 2022     | bude oznámeno |
| 76           | 6         | Return to Sender                 | Vraťte odesílateli     | Kate Cheeseman | Amy Roberts a Loren Mclaughlan | 12. října 2022    | bude oznámeno |
| 77           | 7         | Love Will Set You Free           | Láska tě osvobodí      | Nigel Cole     | Jack Lothian                   | 19. října 2022    | bude oznámeno |
| 78           | 8         | Our Last Summer                  | bude oznámeno          | Nigel Cole     | Jack Lothian                   | 26. října 2022    | bude oznámeno |
| 79           | 9         | Last Christmas in Portwenn       | bude oznámeno          | Nigel Cole     | Jack Lothian                   | 25. prosince 2022 | bude oznámeno |